# Biển quái vật
Biển quái vật (tựa gốc: The Sea of Monsters) là một tiểu thuyết phiêu lưu kỳ ảo dựa trên thần thoại Hy Lạp được phát hành năm 2006, đây là tập thứ hai của bộ truyện Percy Jackson và các vị thần trên đỉnh Olympus và là tập tiếp nối của Kẻ cắp tia chớp. Truyện kể về chuyến phiêu lưu năm 13 tuổi của Percy Jackson cùng các bạn để giải cứu Grover khỏi Cyclops Polyphemus và cứu Trại con Lai khỏi sự tấn công của các Titan.
Biển quái vật được xuất bản vào ngày 1 tháng 4 năm 2006, bởi Miramax Books, các đợt tái bản sau này do Disney Publishing phát hành. Truyện đã được đón nhận rất nồng nhiệt, được đề cử cho nhiều giải thưởng như 2006 Book Sense Top Ten Summer Pick và 2009 Mark Twain Award. Truyện đã bán được hơn 100.000 bản bìa mềm và hơn 1 triệu bản nếu tính cả bìa cứng. Phiên bản sách nói được phát hành vào ngày 6 tháng 9 năm 2006. Biển quái vật được tiếp nối bởi Lời nguyền của thần Titan, tập thứ ba trong tổng số năm tập.
Bộ phim chuyển thể từ truyện, Percy Jackson: Sea of Monsters, được phát hành ngày 7 tháng 8 năm 2013.

## Nội dung
Percy Jackson có một ác mộng về Grover, cậu thấy Grover đang chạy trốn một kẻ thù và đang ẩn nấp trong một của hàng đồ cưới. Tại trường học, một nhóm Laestrygonians tấn công Percy và các bạn bằng một quả bóng lửa khi họ đang chơi trò dodge-ball. Percy đã cứu được các bạn của mình cùng với Tyson (là một Cyclops, em trai cùng cha của Percy). Annabeth đưa Percy cùng Tyson về Trại Con Lai bằng chiếc taxi của chị em Gray, nhưng khi họ đến nơi thì thấy tại đang bị tấn công bởi hai con bò Colchis bằng đồng (bị Tyson đánh bại sau đó). Cây Thalia đang bị đầu độc, vành đai bảo vệ trại đang yếu dần dẫn đến trại dễ bị tấn công bởi các con quái vật. Nhân mã Chiron bị nghi ngờ đầu độc cây (vì cha ông là Titan Kronos).
Percy kể cho Annabeth giấc mơ của cậu và cô ấy chắc chắn rằng Grover đã tìm thấy Bộ lông cừu vàng, thứ có thể chữa lành cho cây Thalia. Sau khi các trại viên bị tấn công trong cuộc đua ngựa bởi loài chim Stymphalian, Tantalus (người thay thế Chiron quản lý trại) gửi Clarisse thực hiện nhiệm vụ tìm Bộ lông cừu vàng, trong khi đó Percy, Annabeth cùng Tyson trốn khỏi trại và tìm cách cứu Grover. Hermes tặng nhóm những vật dụng thần bí để giúp bộ ba trong cuộc tìm kiếm này; ông cũng nói nhóm nên gọc những con Hải mã, thứ sẽ giúp họ đặt chân lên con tàu Công chúa Andromeda. Khi lên tàu, bộ ba phát hiện ra con tàu dường như đã bỏ hoang, nhóm đã ngủ lại trong các cabin trống. Vào buổi sáng, họ phát hiện ra con tàu không hề bị hoang, trên tàu có rất nhiều khách du lịch lẫn quái vật. Họ bị bắt giữ bởi Luke Castellan, chủ của con tàu, đồng thời là người vận chuyển quái vật. Luke tống họ vào hầm như một con mồi cho con quái vật drakon, nhưng họ đã trốn thoát trên một con tàu cứu sinh và đáp vào một đầm lầy. Họ đã tìm thấy một trong những nơi trú ẩn trước đây của Luke, Thalia, và Annabeth. Percy và Annabeth trò chuyện về Luke trong khi Tyson đi mua doughnuts. Họ tìm thấy một của hàng doughnut (Monster Donut), nhưng hydra xuất hiện và xông vào tấn công. Sau một trận chiến ngắn ngủi tưởng chừng như cả ba sẽ bị giết thì Clarisse, người đang chỉ huy chiến ham CSS Birmingham, xuất hiện và cứu cả nhóm.
Trên đường đến Biển quái vật, CSS Birmingham bị phá hủy bởi Charybdis và bị Scylla tấn công. Tường như Tyson và Clarisse đã chết, Percy cùng Annabeth trốn thoát tới một hòn đảo, nơi họ tìm thấy "CC's Spa and Resort". CC đưa Annabeth tham quan hòn đảo và nói rằng Percy cần được trang điểm. Cô ta đã cho Percy thấy những phép thuật của mình và đưa cậu một lọ thuốc phép thuật Tuy nhiên khi cậu uống thứ thuốc ấy, cậu bị biến thành một con heo và CC nhốt cậu vào một cái lồng đã có sẵn sáu con. Khi Annabeth trở lại, người chủ sở hữu khu resort xuất hiện, mụ phù thủy Circe. Annabeth muốn một khoảng thời gian ngắn để tìm Percy. Sau đó cô cho những chú heo trong cái lồng uống vitamin ma thuật mà thần Hermes đã tặng cho họ. Percy biến lại thành người cùng Blackbeard (á thần, con trai thần Ares) và các thủy thủ. Percy cùng Annabeth trộm con tàu của  Blackbeard Queen Anne's Revenge, trốn thoát khỏi hòn đảo.
Percy cùng Annabeth trôi dạt tới hòn đảo của Polyphemus, gặp lại Tyson và Clarisse. Họ giải cứu Grover, tìm được Bộ lông cừu vàng, và trở về đất liền trên những con Hải mã. Clarisse đi máy bay trở về Trại cùng bộ lông. Percy cùng các bạn bị Luke bắt giữ và được đưa về con tàu Công chúa Andromeda. Percy thực hiện một tin nhắn Iris về Trại Con Lai, lừa Luke nói ra việc chính hắn đầu độc cấy Thalia, đồng thời chứng minh sự trong sạch của Chiron. Luke quyết đấu với Percy, đánh ngã cậu và suýt đã giết cậu nếu không có những chú nhân mã Party Ponies cùng Chiron tới giải cứu.
Trở về trại, Chiron nhận lại công việc của mình. Clarisse phủ Bộ lông cừu vàng lên cây Thalia và nó đã chữa lành cho cây. Tuy nhiên, bộ lông không chỉ chữa lành cho cây mà còn làm hồi sinh Thalia Grace.

### Lời tiên tri
Lời tiên tri cho nhiệm vụ của Clarisse như sau:
| Tiếng Anh You shall sail the iron ship with warriors of bone. You shall find what you seek and make it your own. But despair for your life entombed within stone. And fail without friends, to fly home alone. | Tiếng Việt Ngươi sẽ điều khiển chiếc thuyền bằng sắt với các binh lính bằng xương. Ngươi sẽ tìm thấy thứ mà người cần tìm và biến nó thành của mình. Nhưng nỗi tuyệt vọng cuộc sống của ngươi sẽ bị chôn vùi bên trong tảng đá. Và thất bại nếu không có bạn bè, đơn độc bay về nhà. |

#### Ý nghĩa
1. Cha của Clarisse, thần Ares tặng cô một chiến hạm cùng các thủy thủ là các xác sống quân lính miền Nam.
2. Cô đã tìm thấy và mang về Bộ lông cừu vàng.
3. Clarisse bị kẹt trong hang động của Polyphemus cùng với Grover.
4. Annabeth, Percy cùng Tyson cứu Clarisse, giúp cô trốn thoát và trở về Trại cùng bộ lông.

## Nhân vật chính
- Percy Jackson: con trai thần Poseidon, 13 tuổi. Cậu đi đến hòn đảo của Polyphemus ở Bermuda Triangle cứu Grover. Bạn đồng hành với cậu là Annabeth và Tyson. Cậu đã thực hiện thành công việc của mình; đưa bộ lông cho Clarisse khi họ bị Luke tấn công. Tuy nhiên cậu và các bạn được cứu bởi Chiron và các chú nhân mã Party Ponies.
- Annabeth Chase: con gái thần Athena, 13 tuổi và là bạn của Percy. Cô đi cùng Percy tới hòn đảo và giúp cậu thực hiện nhiệm vụ. Annabeth bị thương bởi đòn tấn công của Polyphemus và được chữa lành bởi bộ lông. Cô cùng Percy trở vệ trại sau khi được Chiron cứu thoát khỏi đội quân của các Titan.
- Grover Underwood: người bảo vệ của Percy, là một satyr bị bắt bởi Polyphemus khi cậu trên đường tìm kiếm thần Pan. Do thị lực kém, Polyphemus tưởng nhầm Grover là Cyclops nữ nên không ăn thịt cậu. Cậu được giải cứu bởi Percy và Annabeth.
- Clarisse La Rue: con gái thần Ares người thực hiện nhiệm vụ đi tìm Bộ lông cừu vàng. Với sự giúp đỡ của Percy và các bạn, cô đã thực hiện thành công nhiệm vụ. Percy đưa cô bộ lông để cô mang về Trại, hoàn thành đúng như những gì lời tiên tri đã nói. Polyphemus đa muốn cưới cô khi biết Grover là một satyr nam.
- Luke Castellan: nhân vật phản diện chính, 20 tuổi; làm việc cho Kronos. Cậu bắt giữ Percy và các bạn trước khi bị cản trở bởi Chiron và Party Ponies.
- Cyclops Tyson: em trai cùng cha của Percy, cậu được miêu tả như là một đứa trẻ vô gia cư cho đến khi Annabeth giúp Percy nhận ra cậu là một Cyclops. Cậu đi cùng Percy và Annabeth trên đường thực hiện nhiệm vụ. Bạn thân của cậu là một con hải mã có tên là Rainbow. Cậu rất to lớn và có một con mắt màu nâu. Khi con tàu của Clarisse phát nổ, cậu được cho rằng đã chết cho đến khi họ biết rằng cậu miễn dịch với lửa.

## Đón nhận
Biển quái vật nhận được nhiều lời khen ngợi về cốt truyện, cách xây dựng nhân vật, chủ đề của tác phẩm cùng với phong cách viết của tác giả. Truyện đã bán được hơn 100.000 bản bìa mềm kể từ khi được xuất bản tháng 4 năm 2007.

### Giải thưởng
- 2006 Book Sense Top Ten Summer Pick[3]
- 2006 Child magazine Best Book[12]
- 2006 Kirkus Reviews Best Fantasy Sequel[12]
- 2006 Barnes & Noble Best of 2006 for Kids & Teens[13]
- 2006 Voice of Youth Advocates (VOYA) Top Shelf Fiction Pick for Middle School Readers[12][14]
- 2007 Cooperative Children's Book Center choice[12]
- 2007 Young Adult Library Services Association (YALSA) Best Book for Young Adults[12]
- 2009 Mark Twain Award[4] [15]

## Chuyển thể

### Sách nói
Vào ngày 6 tháng 9 năm 2006, phiên bản sách nói dài 7 giờ 54 phút với giọng đọc của diễn viên Jesse Bernstein, người đã thực hiện cuốn Kẻ cắp tia chớp, được Listening Library phát hành toàn cầu.

### Phim điện ảnh

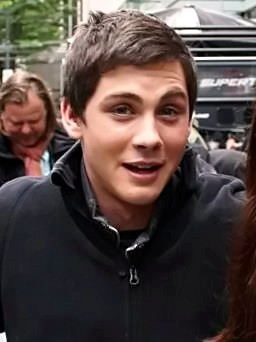
Logan Lerman, người đóng vai Percy Jackson, chụp lúc quay phim Biển quái vật

Tiếp theo sự thành công về doanh thu phòng vé cũng như DVD của Percy Jackson & the Olympians: The Lightning Thief, phiên bản chuyển thể của Biển quái vật được thông báo lần đầu vào năm 2011. Mùa thu 2011, phim đã được 20th Century Fox xác nhận sẽ phát hành vào ngày 27 tháng 3 năm 2013; quá trình quay được bắt đầu vào tháng 4 năm 2012. Vào tháng 2, 2012, Mary Birdsong, Missi Pyle và Yvette Nicole Brown được chọn cho vai diễn chị em Gray. Tháng 3, 2012, Nathan Fillion gia nhập đoàn làm phim với vai diễn Hermes và Anthony Head, thay thế Pierce Brosnan, cho vai Chiron. Tháng 4, 2012, Paloma Kwiatkowski nhận vai Thalia và ngôi sao của The Hunger Games Leven Rambin nhận vai Clarisse La Rue. Một thông báo từ công ty phát hành vào ngày 8 tháng 5 năm 2012, rằng bộ phim sẽ được phát hành sớm vào ngày 15 tháng 3 năm 2013. Tuy nhiên, bộ phim đã bị hoãn đến ngày 16 tháng 8 năm 2013 mới được phát hành. Fox quyết định ngày phát hành chính thức là ngày 7 thánng 8, 2013. Logan Lerman trở lại với vai diễn Percy Jackson. Jake Abel cũng trở lại với vai Luke Castellan. Vào tháng 1 năm 2012, ngôi sao của The Secret Circle Grey Damon được chọn cho vai diễn Chris Rodriguez. Theo Alexandra Daddario, bộ phim sẽ theo sát nguyên tác hơn bộ phim đầu tiên của bộ truyện này.

### Truyện tranh
Truyện cũng đã được phát hành dưới phiên bản truyện tranh.

## Tập kế tiếp
Tập tiếp nối Lời nguyền của thần Titan được phát hành vào ngày 1 tháng 5 năm 2007. Trong tập này, Percy, Grover, Annabeth cùng Thalia tới một trường học và giải cứu hai á thần đầy sức mạnh. Như các tập trước, tập này cũng đã nhận được nhiều lời khen từ đọc giả lẫn giới phê bình.